# Glacières de Sylans

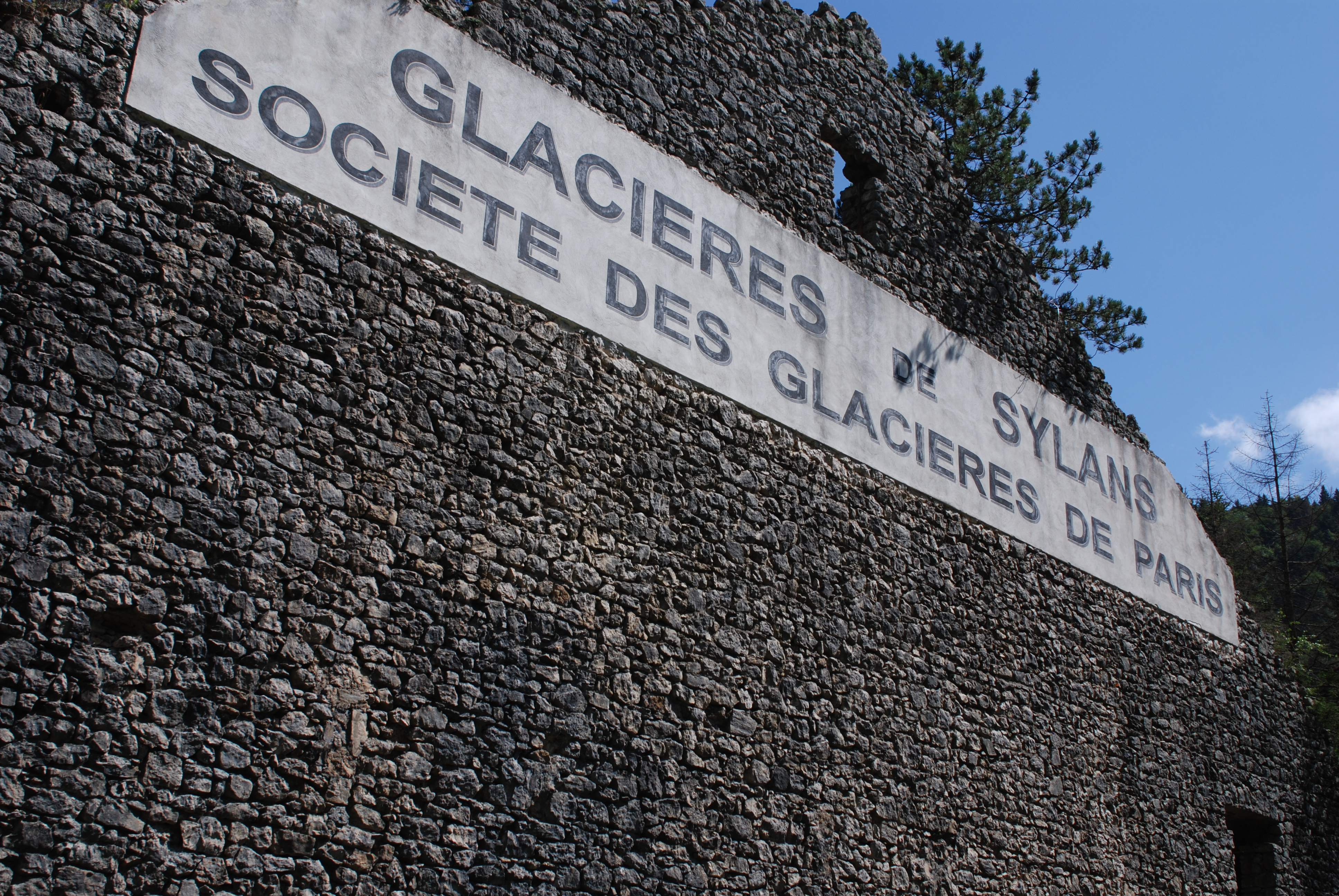
Hausfassade, 2017

Glacières de Sylans war ein Wirtschaftsunternehmen am Ufer des Lac de Sylans im Département Ain zur Gewinnung und dem Vertrieb von Natureis. Die Produktion von Natureis ist eine heute nicht mehr existierende Form der Rohstoffwirtschaft. Die Firma stand in der Tradition der Glacières de Paris, die bereits seit dem 16. Jahrhundert Eis zu Kühlzwecken in die Städte brachten. Um 1900 betrug die Jahresproduktion 300.000 t, die von täglich mehreren Güterzügen abtransportiert wurden. Die letzte Eisernte erfolgte 1917 – auch wegen Transportschwierigkeiten durch den Ersten Weltkrieg. Das heute zur Ruine verfallene, 150 m lange Betriebsgebäude prägt die südliche Küste des Sees.

## Ausgangslage
Der durch Schutt von einem Bergsturz aufgestaute, natürliche Bergsee Lac de Sylans im Jura-Quertal Cluse de Nantua bildete die Grundlage für die Eisproduktion.
Mehrere Faktoren begünstigen noch heute zuverlässige jährliche Eisbildung in den Monaten November bis März:
- Der längliche See erstreckt sich über 2 km, ist jedoch nur 200 bis 250 m breit, liegt etwa in West-Ost-Richtung und wird am Südufer von einem steil aufragenden Berghang beschattet.
- Beide Berghänge an den Längsufern sind steil und bewaldet, was Winde reduziert und den Tagesgang der Lufttemperatur flach hält.
- Der See hat eine geringe Tiefe von durchschnittlich 10 m (berechnet aus Volumen durch Oberfläche).
- Ein Teil des Zulaufs erfolgt im Osten, ein Teil des Ablaufs erfolgt ebenfalls im Osten. Die Wasserverweilzeit im See beträgt etwa 200 Tage.
- Die Höhe über dem Meer beträgt fast 600 m.

Das klare, mittelharte Wasser stammt vor allem vom Ruisseau de Charix und aus den östlich und nördlich gelegenen Tälern.

## Gründung und Betrieb
Initiator und Firmengründer war der Gastronom Joachim Moinat (1830–1890) vom Café de Paradis aus Nantua, der erkannte, dass seine Gäste im Sommer lieber gekühlte Limonaden trinken wollten. Im November 1864 erwarb er bei der Gemeinde die Rechte zur Nutzung des Sees und verkaufte sein Café, um sich ganz seiner neuen Vision widmen zu können. Zunächst baute er eine Holzhütte zur Lagerung des Eises und vertrieb selbst sein Produkt an die umliegenden gastronomischen Betriebe. 1869 baute er ein größeres Lagerhaus aus Stein, das 1875 erneuert und anschließend wiederholt erweitert wurde. Diese Gebäude hatten eine doppelschalige, einen Meter dicke Steinwand mit Dämmung aus Sägespänen, die Gebäude ab Baujahr 1905 waren aus Hennebique-armiertem Beton.

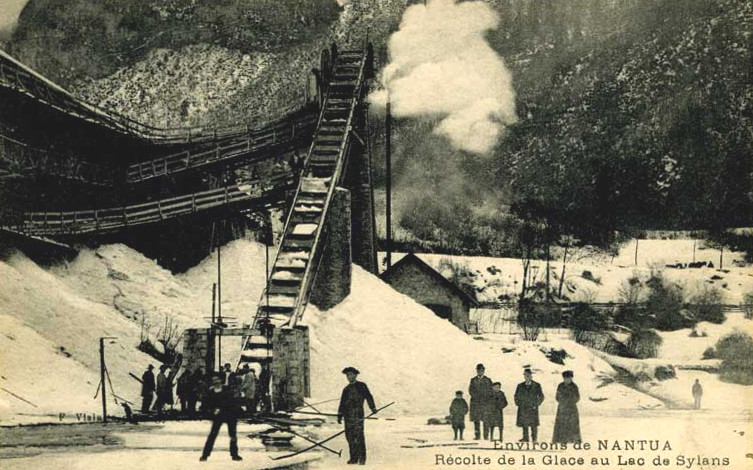
Arbeiter vor dem Förderband

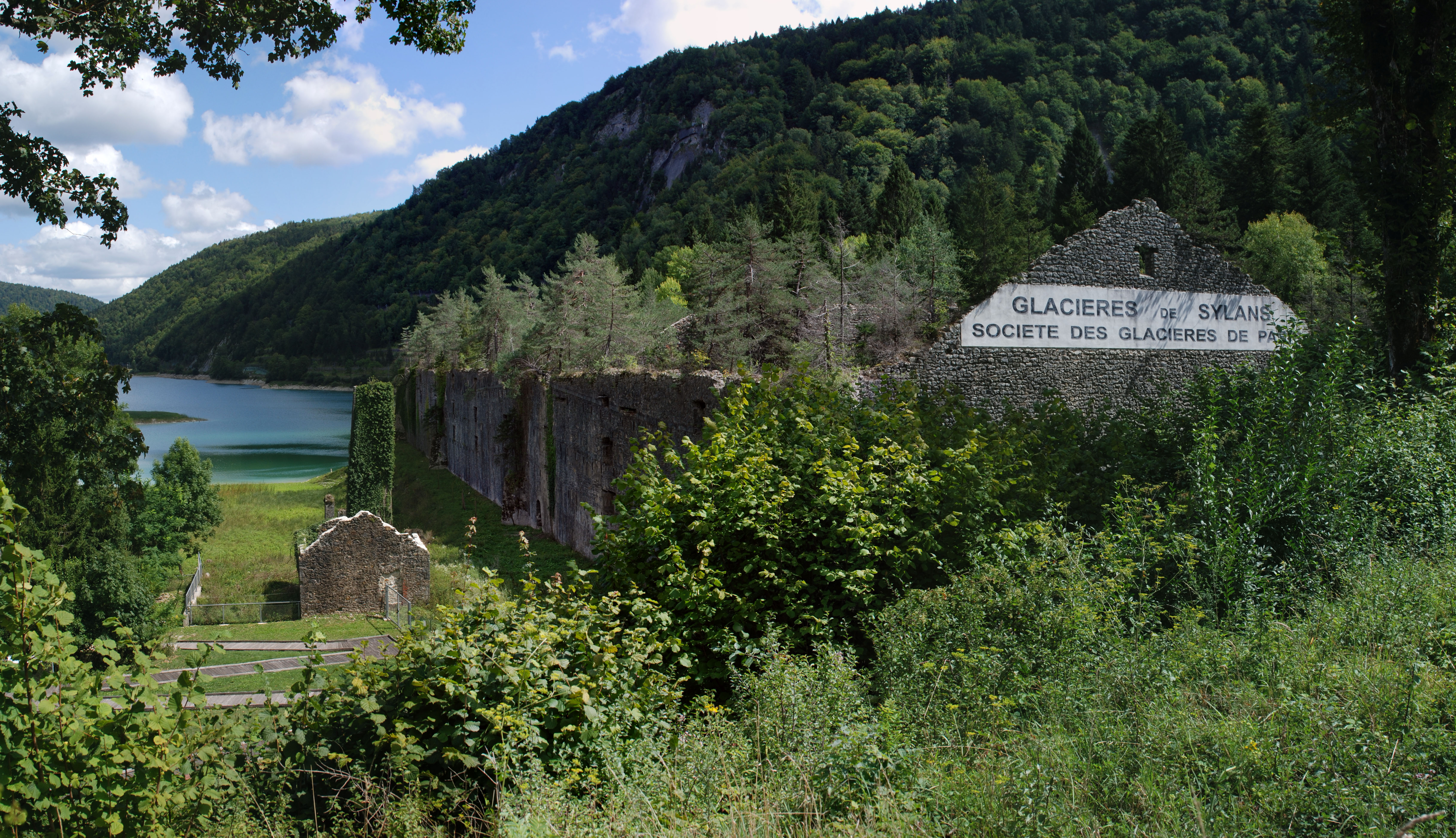
Panorama Seeseite, 2017

Das Geschäft florierte und bereits zehn Jahre später waren je nach Härte des Winters zwischen 150 und 300 Personen bei ihm beschäftigt. Die unmittelbar am Seeufer entlang führende Bahnstrecke Bourg-en-Bresse–Bellegarde konnte 1877 fertiggestellt werden und begünstigte sein Unternehmen sehr. Moinat ließ 1883 einen Gleisanschluss an die Linie bauen und konnte schon bald 20 bis 30 Waggons täglich beladen, die wegen der niedrigeren Temperaturen nur nachts unterwegs waren. Zuvor musste er das Eis auf Pferdewagen zum Bahnhof Bellegarde-sur-Valserine transportieren. Die Güterwaggons mit Eis gingen nach Lyon, Genf und Paris, vereinzelt sogar bis Algerien.
Trotz langer Arbeitszeiten im Zwei-Schichten-Betrieb war die Beschäftigung in der arbeitsarmen Winterzeit eine willkommene Erwerbsmöglichkeit für die armen Bergbauern. Die beiden Schichten gingen jeweils von sechs bis sechs Uhr mit einer Stunde Pause um Mitternacht bzw. Mittag. Die ganzjährige Stammbelegschaft lag bei 30 Personen, die vor allem mit dem Beladen der Güterzüge, aber auch mit Instandhaltungsarbeiten an den Gebäuden und Maschinen betraut waren.

## Niedergang, Ruin und Erhaltung
Bereits 1885 zog sich Moinat aus dem Geschäft zurück und verkaufte es an die Glacières de Paris. Prosper Roget wurde Direktor am See, der das Geschäft weiter industrialisierte und für noch größeren wirtschaftlichen Erfolg sorgte. Zur Ausstattung des Betriebes gehörten um die Jahrhundertwende auch eine Kantine und eine Kapelle.
Die Erfindung der elektrischen Kältemaschine zur Eisherstellung brachte ein schnelles Ende des Geschäftsmodells. Hinzu kamen verminderte Transportmöglichkeiten während des Ersten Weltkriegs und eine allgemein reduzierte Nachfrage aufgrund wirtschaftlicher Depression. 1921 zog sich die Société des Glacières de Paris aus dem Geschäft zurück. Verschiedene Firmen versuchten mit unterschiedlichen Aktivitäten ihr Glück auf dem Gelände, doch eine zunehmende Baufälligkeit der Gebäude auf der weichen Uferterrasse machte es erforderlich, das Grundstück für die Öffentlichkeit zu sperren. 2007 erwarb die Communauté des Communes du lac de Nantua (CCLN) das Gelände mit dem Ziel, die Geschichte und die Bedeutung der Bausubstanz zu dokumentieren und zu vermitteln. Zahlreiche Hinweistafeln rund um den Zaun geben seit 2012 Informationen dazu. Weitere Veranstaltungen, die vom Tourismusbüro organisiert werden, finden im Jahresverlauf auf dem weitläufigen, das Gebäude umgebende Gelände statt.